# Place Sogolon
 (août 2020).
Si vous disposez d'ouvrages ou d'articles de référence ou si vous connaissez des sites web de qualité traitant du thème abordé ici, merci de compléter l'article en donnant les références utiles à sa vérifiabilité et en les liant à la section « Notes et références ».

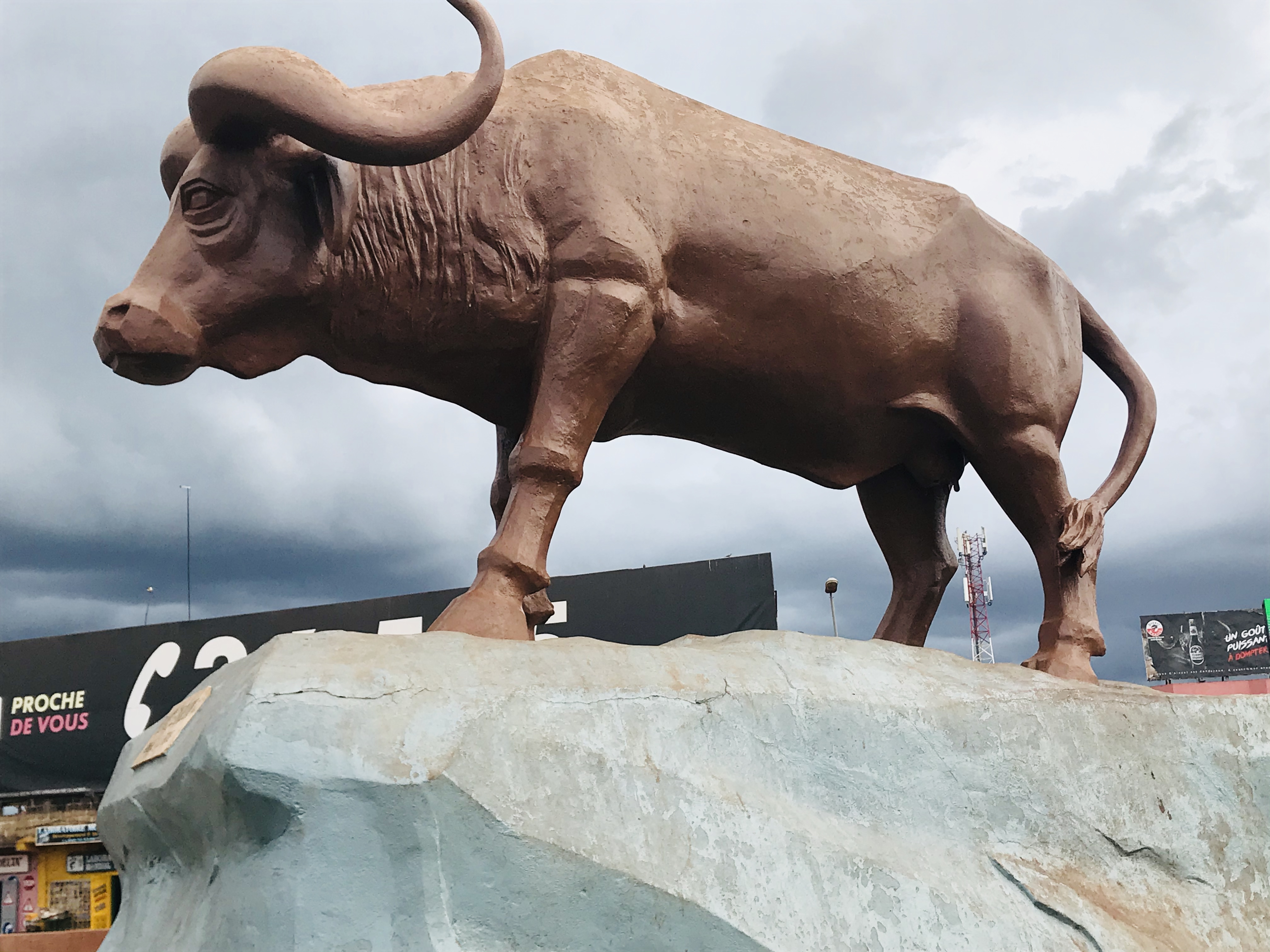
Monument du sigui ou place sogolon

La place Sogolon est un rond-point situé à Bamako, plus précisément à la Kalaban Coura sur la route de l’aéroport international Modibo Keïta,.
Au centre se trouve une statue d'un buffle entourée d'un espace vert et d'une fresque rendant hommage aux femmes maliennes. Aussi appelée monument sigui[réf. nécessaire], il symbolise Sogolon Kondé, la mère de Soundiata Keita, au travers de l'histoire du buffle du Dô. 